# Porte Neuve de Monteux
Pour les articles homonymes, voir Porte Neuve.
La Porte neuve de Monteux est un des vestiges des remparts de Monteux, dans le département français de Vaucluse.
Elle est classée aux monuments historiques depuis 1875.

## Histoire
La porte neuve, anciennement appelée porte Notre-Dame, était partie intégrante des anciens remparts au XIVe siècle et permettait, avec la porte d'Avignon, l'accès à la ville. La porte est « doublée » coté intérieur au XVIIe siècle, offrant deux style architecturaux différent de chaque côté de la porte (intérieur XVe siècle, extérieur style renaissance).
Sa voute est reconstruite en 1730 et rénovée en 2019.
De la destruction des remparts en 1840, il ne reste plus que la porte d'Avignon, la poterne de la boucherie et la porte neuve. La porte a failli être rasée en 1854, mais fut conservée sur ordre du préfet sous la pression populaire.
La porte neuve est classée au titre des monuments historiques par la liste de 1875.

## Description
La muraille entourant la porte était épaisse d'un mètre cinquante, pour une hauteur d'environ 10 mètres. Elle était vraisemblablement défendue par un pont-levis enjambant un fossé, comme en témoignent les passages de chaînes. La justice était rendue sous son porche.

## Galerie

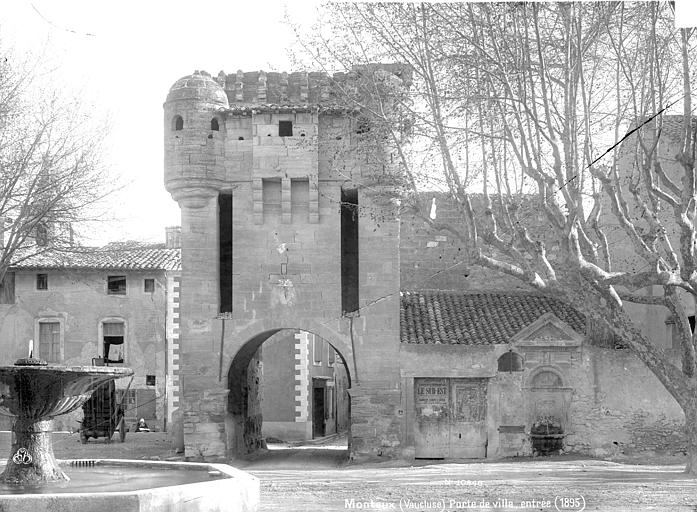
La porte au début du XXe siècle.
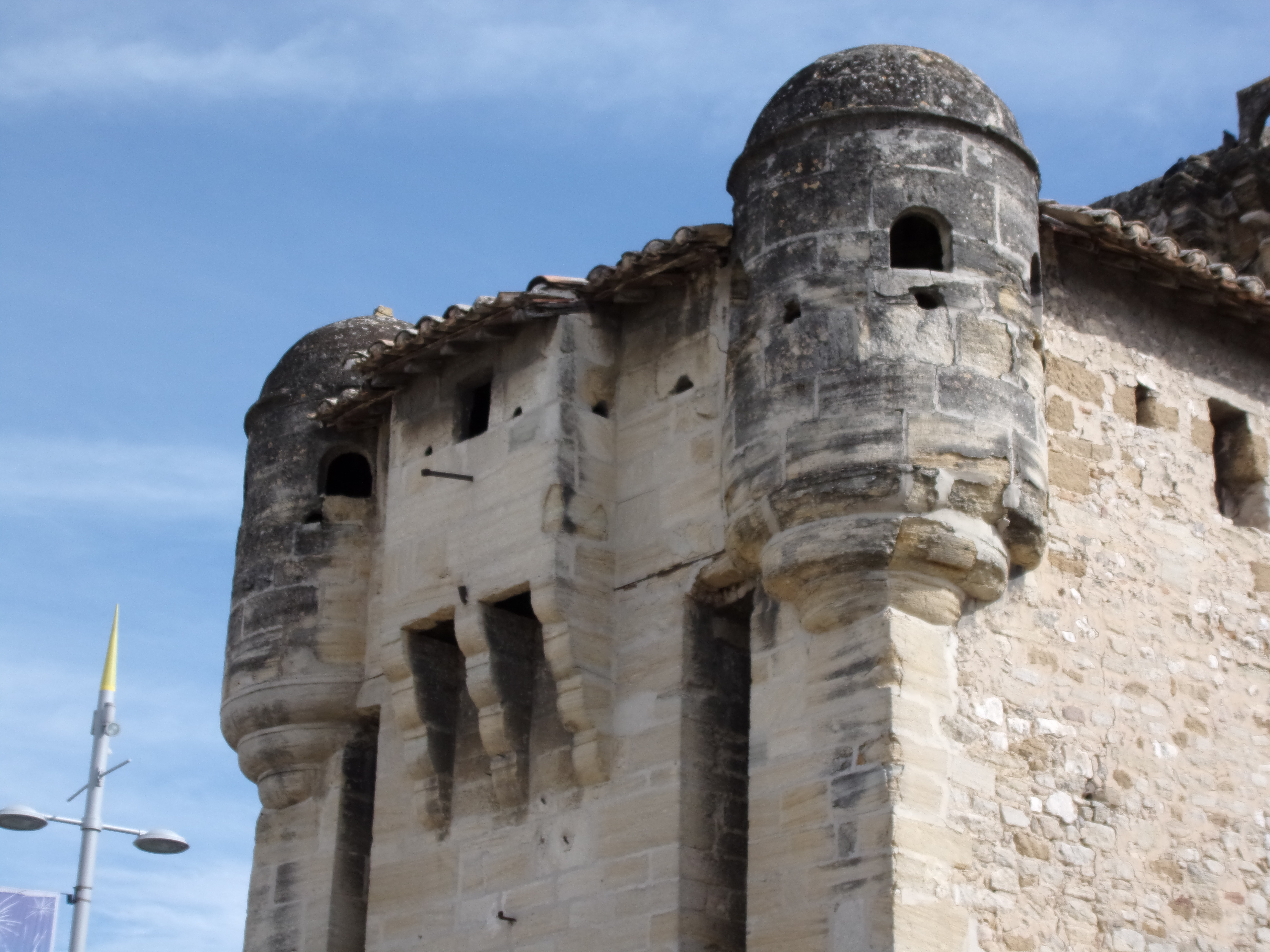
Tourelle d'angle.
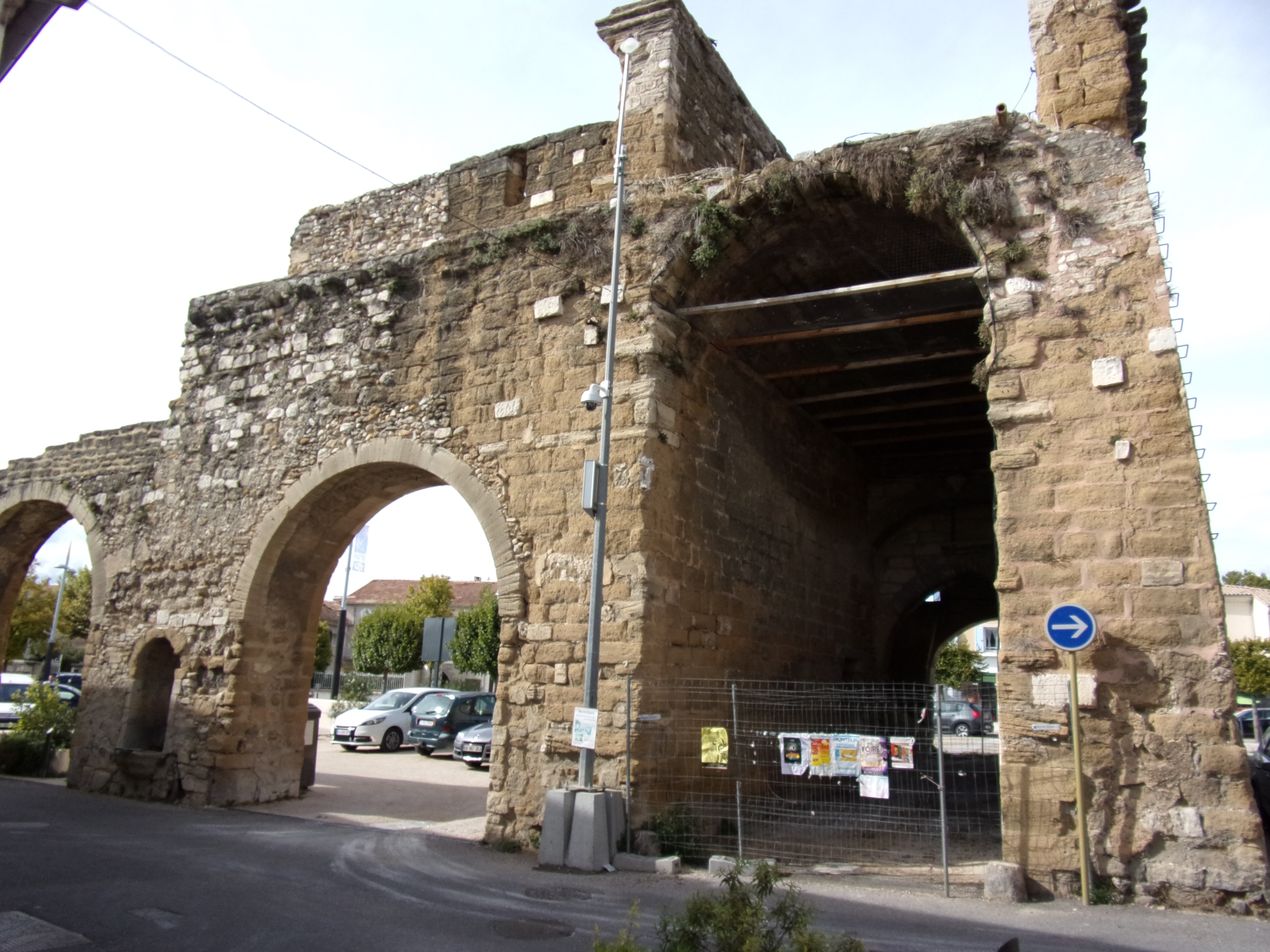
Vue de l'intérieur.
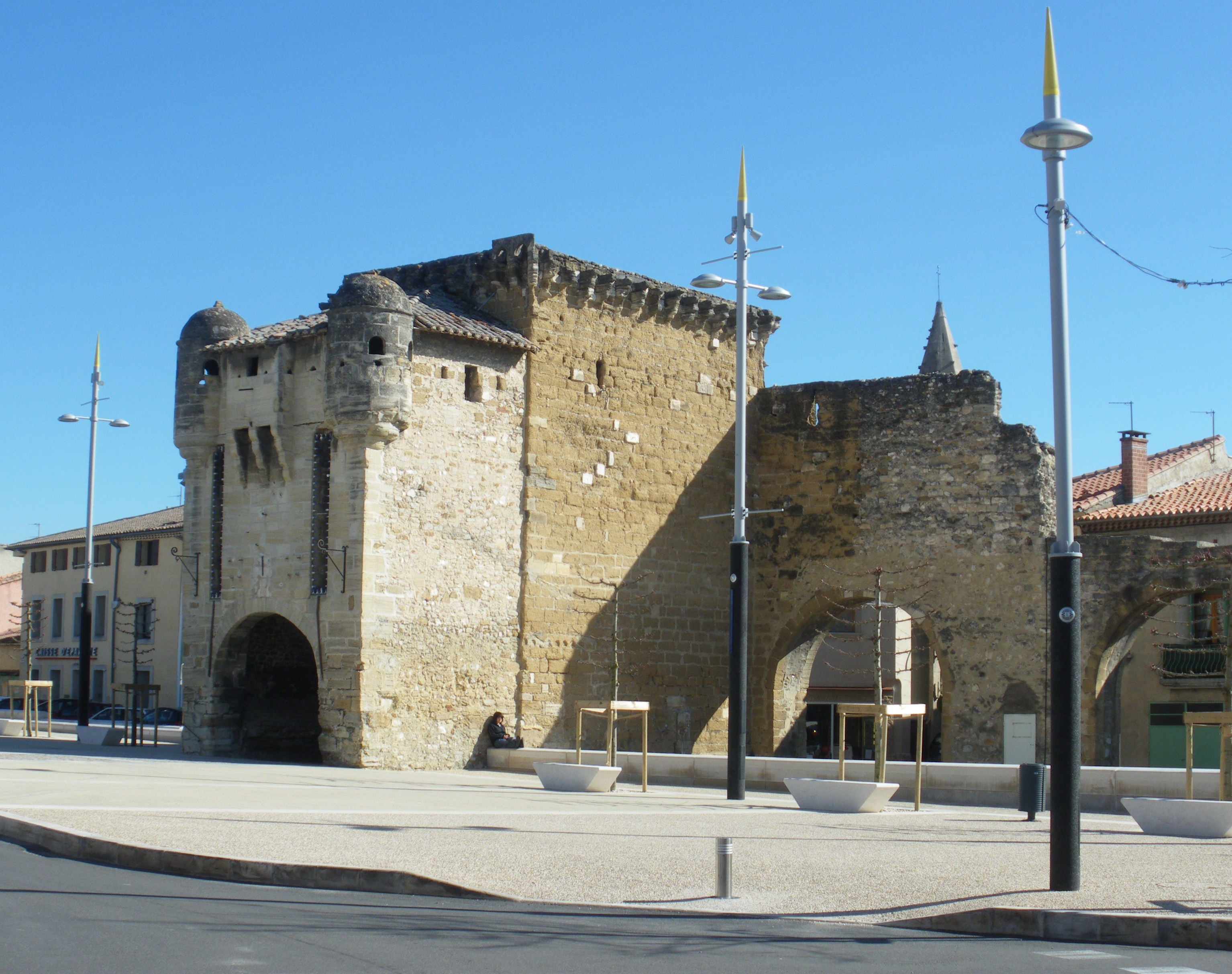
Vue d'ensemble.